# Vinho calum
O vinho calum cultivado nalgumas freguesias de Oleiros, em particular no Mosteiro, ao longo das margens da ribeira da Sertã é bastante reputado e merece uma referência especial. Trata-se dum vinho branco, muito ligeiro, de baixo teor alcoólico que por vezes se compara com o vinho verde. A sua produção é no entanto muito reduzida, não chegando aos circuitos de comercialização.
A ARCVASO tem tentado promovê-lo.

## História
As videiras Callum resistiram à filoxera, a grande praga que invadiu a Europa no século XIX e por isso o Callum é considerado um vinho histórico.